# PAX Rally
PAX Rally – druga runda eliminacji w serii rajdów terenowych Dakar Series, która odbyła się w dniach 9 - 14 września 2008 na trasie Lizbona − Portimão. W rajdzie brały udział motocykle, quady i samochody.

## Etapy + zwycięzcy etapów
| Etap | Data        | Skąd                                                        | Dokąd                                                       | Odc. specjalny                                              | Połączenie                                                  | Łącznie                                                     |             | Zwycięzcy poszczególnych etapów | Zwycięzcy poszczególnych etapów        | Zwycięzcy poszczególnych etapów |
| ---- | ----------- | ----------------------------------------------------------- | ----------------------------------------------------------- | ----------------------------------------------------------- | ----------------------------------------------------------- | ----------------------------------------------------------- | ----------- | ------------------------------- | -------------------------------------- | ------------------------------- |
|      | 9 września  | Pomoc techniczna i zatwierdzenia administracyjne w Lizbonie | Pomoc techniczna i zatwierdzenia administracyjne w Lizbonie | Pomoc techniczna i zatwierdzenia administracyjne w Lizbonie | Pomoc techniczna i zatwierdzenia administracyjne w Lizbonie | Pomoc techniczna i zatwierdzenia administracyjne w Lizbonie | Motocykle   | Quady                           | Samochody                              |                                 |
| 1    | 10 września | Lizbona                                                     | Castelo Branco                                              | 223 km                                                      | 161 km                                                      | 384 km                                                      | Ruben Faria | Hubert Deltrieu                 | Luc Alphand Gilles Picard              |                                 |
| 2    | 11 września | Castelo Branco                                              | Benavente                                                   | 199 km                                                      | 198 km                                                      | 397 km                                                      | Marc Coma   | Luis Engeitado                  | Stéphane Peterhansel Jean-Paul Cottret |                                 |
| 3    | 12 września | Benavente                                                   | Alcochete                                                   | 180 km                                                      | 70 km                                                       | 250 km                                                      | Ruben Faria | Luis Engeitado                  | Carlos Sainz Michel Perin              |                                 |
| 4    | 13 września | Alcochete                                                   | Portimão                                                    | 159 km                                                      | 309 km                                                      | 468 km                                                      | Ruben Faria | Luis Engeitado                  | Stéphane Peterhansel Jean-Paul Cottret |                                 |
| 5    | 14 września | Portimão                                                    | Portimão                                                    | 68 km                                                       | 16 km                                                       | 84 km                                                       | Ruben Faria | Luis Engeitado                  | Nasser Al-Attiyah Tina Thorner         |                                 |
|      | Łącznie:    | 829 km                                                      | 754 km                                                      | 1583 km                                                     |                                                             |                                                             |             |                                 |                                        |                                 |

## Rezultaty w poszczególnych kategoriach

### Motocykle
| Pozycja | Nr startowy | Motocyklista     | Team | Marka             | Czas     |
| ------- | ----------- | ---------------- | ---- | ----------------- | -------- |
| 1       | 6           | Ruben Faria      | -    | Honda CRF 450 X   | 12:16:39 |
| 2       | 2           | Cyril Despres    | -    | KTM LC4 690 Rally | 12:22:44 |
| 3       | 4           | Marc Coma        | -    | KTM LC4 690 Rally | 12:24:31 |
| 4       | 3           | Hélder Rodrigues | -    | Honda CRF 450 X   | 12:28:54 |
| 5       | 9           | Paulo Gonçalves  | -    | Honda CRF 450 X   | 12:43:06 |
| 6       | 1           | David Casteu     | -    | KTM LC4 690 Rally | 12:45:45 |
| 7       | 7           | Zé Hélio         | -    | BP                | 13:05:39 |
| 8       | 22          | Pedro Oliveira   | -    | Yamaha WR 450     | 13:08:49 |
| 9       | 11          | Gerard Farres    | -    | KTM LC4 690 Rally | 13:16:21 |
| 10      | 41          | Teus Visser      | -    | KTM 690 Rally     | 13:16:52 |

### Quady
| Pozycja | Nr startowy | Quadowiec         | Team | Marka      | Czas     |
| ------- | ----------- | ----------------- | ---- | ---------- | -------- |
| 1       | 105         | Luis Engeitado    | -    | Suzuki     | 09:49:00 |
| 2       | 100         | Hubert Deltrieu   | -    | Polaris    | 09:55:00 |
| 3       | 104         | Rui Mendes        | -    | -          | 09:57:00 |
| 4       | 103         | Miguel Monteiro   | -    | -          | 10:05:00 |
| 5       | 101         | Jean Claude Auer  | -    | Bombardier | 10:15:00 |
| 6       | 107         | Jos Jansen        | -    | -          | 10:16:00 |
| 7       | 102         | Camélia Liparotti | -    | -          | 10:20:00 |
| 8       | 106         | Anton Gonnissen   | -    | -          | 10:21:00 |
| 9       | 108         | Kurt Dujardyn     | -    | -          | 10:30:00 |
| 10      | −           | bd.               | bd.  | −          | bd.      |

### Samochody
| Pozycja | Nr startowy | Kierowca             | Team | Marka      | Czas     |
| ------- | ----------- | -------------------- | ---- | ---------- | -------- |
| 1       | 201         | Stéphane Peterhansel | -    | Mitsubishi | 11:15:00 |
| 2       | 203         | Luc Alphand          | -    | Mitsubishi | 11:18:00 |
| 3       | 205         | Nasir al-Atijja      | -    | BMW        | 11:21:00 |
| 4       | 200         | Carlos Sainz         | -    | Wolkswagen | 11:24:00 |
| 5       | 204         | Giniel de Villiers   | -    | Wolkswagen | 11:27:00 |
| 6       | 207         | Filipe Campos        | -    | -          | 11:30:00 |
| 7       | 212         | Orlando Terranova    | -    | Mitsubishi | 11:33:00 |
| 8       | 206         | Joan Roma            | -    | BMW        | 11:36:00 |
| 9       | 208         | Pedro Grancha        | -    | -          | 11:39:00 |
| 10      | 225         | Miroslav Zapletal    | -    | -          | 11:42:00 |